# Terminal Exposure (soundtrack)
Terminal Exposure is de originele soundtrack, gecomponeerd door Hans Zimmer voor de film Terminal Exposure uit 1987 van Nico Mastorakis. Het album werd uitgebracht op cd in een gelimiteerde oplage van duizend exemplaren door Notefornote Music in 2021 en als reguliere release, download en streaming in 2022.
Terminal Exposure was Zimmers eerste film die gecrediteerd werd als zijn solo project. Aanvullende muziek komt van Mel Wesson en Roger Bolton. De muziek werd opgenomen in Lillie Yard Studios in Londen.

## Tracklijst
| 1.                 | Christie's Entrance / Christie's Pose / Carson On A Bike / He Men On The Beach | Hans Zimmer  | 3:27 |
| 2.                 | Topless Girls                                                                  | Mel Wesson   | 0:48 |
| 3.                 | Picture Show / Deadly Shot                                                     | Hans Zimmer  | 2:11 |
| 4.                 | There We Go / Eskenazy Watching / Helga's Theme / German Theme                 | Hans Zimmer  | 3:41 |
| 5.                 | Duo / Lenny Goes Home                                                          | Hans Zimmer  | 1:31 |
| 6.                 | Off To Vegas / Drive Off / On A Vegas Street                                   | Mel Wesson   | 1:56 |
| 7.                 | Eskenazy Grasses / Eskenazy Tails                                              | Roger Bolton | 2:31 |
| 8.                 | Boys Warning / Christie's Appointment / Surprise                               | Hans Zimmer  | 1:51 |
| 9.                 | Strip Theme / High Rise / Christie's Shot / Deadly Deal                        | Hans Zimmer  | 2:12 |
| 10.                | Guns Away / Let's Run                                                          | Mel Wesson   | 2:33 |
| 11.                | Bruce Plays Goosbury                                                           | Mel Wesson   | 1:39 |
| 12.                | We're Gonna Give It To Him                                                     | Mel Wesson   | 2:47 |
| 13.                | Soapy Suds / Marlow's Theme / Bush Baby's Blues / Enter The Guards             | Hans Zimmer  | 3:21 |
| 14.                | Wet Cats                                                                       | Hans Zimmer  | 2:14 |
| 15.                | Boys Release / Lenny Clicks / Rumbled                                          | Hans Zimmer  | 3:11 |
| 16.                | Blind Attack                                                                   | Mel Wesson   | 0:39 |
| 17.                | I've Got Her Hostage / Stunts On Wheels                                        | Hans Zimmer  | 3:21 |
| 18.                | Skiers Take Off / Undercover Fantastique / Screaming In The Sunset             | Hans Zimmer  | 2:51 |
| Totale duur: 42:44 |                                                                                |              |      |